# Ajperi Medet kyzy
Ajperi Medet kyzy (kirg. Айпери Медет кызы; ur. 30 marca 1999 roku) – kirgiska zapaśniczka walcząca w stylu wolnym. Dwukrotna olimpijka. Zajęła piąte miejsce w Tokio 2020 w kategorii 76 kg i Paryżu 2024 w tej samej wadze.
Srebrna medalistka mistrzostw świata w 2023; brązowa w 2021 roku. 
Wygrała igrzyska azjatyckie w 2022 i trzecia w 2018. Mistrzyni Azji w 2022, 2024 i 2025; druga w 2020, 2021 i 2023; piąta w 2018. Triumfatorka igrzysk Solidarności Islamskiej w 2021 i trzecia w 2017. Brązowa medalistka halowych igrzysk azjatyckich w 2017. Trzecia w indywidualnym Pucharze Świata w 2020. 
Mistrzyni świata U-23 w 2021; trzecia w 2019. Mistrzyni Azji U-23 w 2022. Wygrała MŚ juniorów w 2017 roku.